# Светско првенство у снукеру 2021.
Светско првенство у снукеру 2021.  (које се због спонзорства назива и Бетфред Светско првенство у снукеру 2021), професионални турнир у снукеру, који се одржао од 17. априла до 3. маја 2021. године у позоришту Крусибл у Шефилду, у Енглеској. То је 45. узастопна година да се у позоришту Крусибл одржава Светско првенство у снукеру и то је 15. и последњи рангирани турнир у сезони 2020/21. Турнир је организовала Светска организација за снукер. Догађај спонзорише спортска кладионица Бетфред, а преносе Би-Би-Си, Евроспорт и Мечрум спорт.
Квалификације за турнир одржале су се између 5. и 14. априла 2021. године на Енглеском институту за спорт у Шефилду. У квалификационим рундама било је 128 учесника: професионалних играча и позваних аматерских играча, од којих је 16 стигло до главне фазе турнира где ће играти са најбољих 16 играча са светске ранг листе. Рони О’Саливан је бранилац титуле; у претходном издању турнира освојио је своју шесту светску титулу, савладавши Кајрена Вилсона 18–8 у финалу. Међутим, О’Саливан је у другом колу изгубио од Ентонија Макгила са 12-13. Титулу је освојио Марк Селби савладавши у финалу Шона Марфија 18-15. Четвртом титулом светског шампиона, Селби се изједначио са Џоном Хигинсом по броју титула светског шампиона освојених у Крусиблу и по броју освојених титула Троструке круне.
На турниру је одиграно 108 троцифрених брејкова, највише у историји светског шампионата у Шефилду.

## Позадина
На Светском првенству у снукеру учествују 32 професионална играча који се такмиче у појединачним снукер мечевима у елиминационом формату, а сваки меч се игра у више партија. За овај догађај квалификовала су се 32 играча комбинацијом светске ранг листе снукера и квалификација пре турнира.  Од 1977, догађај се одржава у позоришту Крусибл у Шефилду у Енглеској.  Стивен Хендри је најуспешнији учесник догађаја у модерној ери, освојивши првенство седам пута. Шампионат 2020. године освојио је Енглез Рони О’Саливан, који је победио сународника Кајрена Вилсона у финалу 18–8 и освојио шесту светску титулу. Победник шампионата 2021. добиће 500.000 фунти из укупног наградног фонда од 2.395.000 фунти.  Догађај организује Светска организација за снукер у партнерству са Светском организацијом за билијар и снукер (WPBSA).
Светско првенство у снукеру 2021. године одржава се од 17. априла до 3. маја 2021. године у Позоришту Крусибл, Шефилд, Енглеска. На турниру учествује 32 играча од којих 16 најбоље пласираних са светске ранг-листе и 16 квалификаната. Квалификације за турнир одржане су на Енглеском институту за спорт у Шефилду у периоду од 5. до 14. априла. Квалификације су игране у 4 рунде тако да су боље рангирани играчи били слободни у почетним рундама квалификација. Светско првенство је последњи од 15 рангираних турнира у сезони. Ово је 45. пут да се светско првенство одржава у Шефилду. Спонзор турнира је кладионица Бетфред још од 2015. године.
Најбољих 16 играча са последњег пресека ранг-листе аутоматски је квалификовано за главни жреб. Бранилац титуле, Рони О’Саливан, постављен је за првог носиоца турнира. Осталих 15 играча постављени су према свом месту на листи, почев од позиције 2. носиоца. Мечеви прве рунде играни су до 10 партија (бољи у 19 фрејмова), друге рунде и четврт-финала до 13 партија, док се полуфинале игра до 17, односно 18 добијених партија у финалу. Финале се игра у два дана, 2. и 3. маја.

### Покривеност
Турнир у Уједињеном Краљевству преносе Би-Би-Си и Евроспорт. У Србији мечеве преноси кабловска телевизија Евроспорт на једном од своја два канала.
Светска организација за снукер дозволила је трећину капацитета гледалишта услед пандемије коронавируса све до финала где је дозвољен пун капацитет гледалишта. Пред улазак на мечеве сви гледаоци су тестирани на коронавирус.
Победник догађаја добиће 500.000 фунти из укупног наградног фонда од 2.395.000 фунти. Преглед новчаних награда за догађај приказан је у наставку:
- Победник: 500.000

- Финалиста: 200.000

- Полуфиналиста: 100.000

- Четврт-финалиста: 50.000

- Друго коло: 30.000

- Прво коло: 20.000

- Највећи брејк (укључујући квалификације): 15.000
- Максимални брејк: 40.000
- Максимални брејк (квалификације): 10.000 фунти

## Ток такмичења

### Квалификације
Квалификације за догађај одржане су између 5. и 14. априла током. Седмоструки шампион Стивен Хендри играо је на Светском првенству први пут откако је најавио пензионисање након догађаја 2012. године . У првом колу срео се са шестоструким вицешампионом, Џимијем Вајтом, а пар се раније састао у четири финала. Хендри је победио Вајта са 6-3, али је убедљиво изгубио меч у другој рунди од Ксу Си-ја . Пораз за Вајта значио је да губи статус професионалца на  Светској снукер турнеји, али је касније добио специјалну позивницу за наредне две сезоне.
Последња рунда квалификација позната и као "дан одлуке" одиграна је 13. и 14. априла. Мечеви су играни до 10 победа у партијама. Најниже рангиран играч који је прошао квалификације био је Џејми Џоунс, 69. так планете пред квалификације.

### Прва рунда
Жреб за главну фазу турнира одржан је 15. априла у 11 сати. Шеснаест носилаца у жребу је распоређено по полу-диригованом систему жребања почев од првог и последњег носиоца за пројектовани меч осмине финала. Прво коло играно је до 10 добијених партија кроз 2 сесије. У првој сесији планирано је да се одигра 9, а у другој колико је потребно фрејмова. Бранилац титуле Рони О’Саливан играо је против дебитанта Марка Џојса и повео са 6-3 у првој сесији да би у другој узео 4 од 5 одиграних партија и славио са 10-4. Шампион Мастерса, Јан Бингтао и Мартин Гоулд поделили су 8 фрејмова у првој сесији. Другу сесију Бингтао је отворио боље, повео са 8-5, а потом и победио са 10-6. Дејвид Гилберт, полуфиналиста из 2019, играо је против Криса Вејклина и победио 10-4. Светски шампион из 2010, Нил Робертсон славио је са 10-3 против Лианга Венбоа.
Џејми Џоунс се вратио професионалном снукеру након забране играња. У мечу са Стивеном Магвајером заостајао је са 0-3, али је на паузу између сесија отишао са једном партијом предности. У другом делу меча, Магвајер није освојио ниједан фрејм потврдивши своју лошу форму са којом је дошао на турнир. Прошлогодишњи полуфиналиста, Ентони Макгил, повео је са 5-4 на крају прве сесије да би у другој осовојио оводних 5 фрејмова и прошао даље. Четвороструки светски шампион, Џон Хигинс играо је са Тианом Пенгфејом. Кинез је повео са 7-4, али је Хигинс успео да се врати у меч и освојио 6 узастопних партија за коначних 10-7 за Шкота.
Прошлогодишњи финалиста, Карјен Вилсон, заостајао је за презимењаком Геријем са 5-1, али је смањио заостатак на само један фрејм пред паузу. Карјен је повео са 7-5, али је Гари изједначио на 7-7. Са три велика брејка у наредна 4 фрејма, Карјен Вилсон је прошао даље. Један од два најнеизвеснија меча одиграли су Али Картер и Џек Лисовски. Након уводног водства од 3-1, Картер је испустио предност до паузе: 5-4 за Лисовског. Након 8-8, Картер је добио 17. партију, али је Лисовски узвратио са две узастопне и победио 10-9. Након меча, Лисовски је назвао Картера најтежим противником у првом колу жреба. Марк Ален је победио Луа Хаотијана са 10-2. Стјуарт Бингам и Динг Жунвеи огирали су један од два меча који су отишли у одлучујући фрејм. Динг је имао предност пред послеподневну сесију од једног фрејма. Кроз велике низове, Бингам је дошао до предности од 9-8, али Динг добија 18. фрејм и одводи меч у дисајдер, који је померен за завршетак вечерње сесије због дужине трајања меча. Након 45 поена, Динг греши и омогућава Бингаму да са брејком од 70 поена прође даље.
Светски број 1 и шампион из 2019, Џад Трамп поразио је Лијама Хајфилда са 10-4. Бари Хокинс победио је Метјуа Селта 10-4. Троструки светски шампион, Марк Вилијамс први део игре завршава са минималном предношћу да у другој сесији не би дозволио ниједан фрејм Сему Крејгију, 10-4. Шампион из 2005, Шон Марфи, направио је мали преокрет у мечу са Марком Дејвисом и од 3-5 стигао до 10-7. Последњи започет меч прве рунде био је између Марка Селбија, троструког светског шампиона, и Курта Мафлина. Селби је меч добио најубедљивије од свих играча, препустио је само један фрејм противнику.

### Друга рунда
Мечеви другог кола играни су до 13 добијених партија, односно највише 25 одиграних. О’Саливан је играо против Макгила са којим је имао 6-0 у претходним дуелима. Уз брејкове од 81, 105 и 138, О’Саливан је дошао до предности од 4-1 да би Макгил изједначио на 4-4 пред крај сесије. Почетком следеће сесије, Макгил је узео 4 узастопна фрејма (7 укупно) и повео са 8-4. На крају сесије, О’Саливан је заостајао за ривалом 4 фрејма, 10-6 за Макгила. Последњи део меча О’Саливан је отворио са пет узастопних партија и повео са 11-10 пре него што је Макгил ту серију прекинуо у 22. фрејму. О’Саливан је поново повео, али је Макгил изборио одлучујући фрејм у ком је О’Саливан одиграо лош позициони ударац након чега је промашио црвену куглу. Макгил је добио фрејм и меч.
Нил Робертсон је играо против Џека Лисовског и након прве сесије имао предност од два фрејма: 5-3. Исту предност Аустралијанац је задржао и на крају друге сесије: резултат је био 9-7. Одмах по почетку треће сесије повећао је своју предност на 11-7 да би меч привео крају са истом разликом у односу на ривала, 13-9. Карјен Вилсон је стекао осетну предност над Баријем Хокинсом пре него што се старији Енглез од 4-9 у потпуности вратио у меч изједначивши резултат. Вилсон је потом везао 4 партије и славио са 13-9. Двојац је у мечу одиграо чак 22 брејка од 50 или више поена кроз 23 парије.
У репризи финала из 2018. године Марк Вилијамс је славио против Џона Хигинса. Хигинс је боље почео, на прву петнаестоминутну паузу отишао је са предношћу од 3-1 да би изгубио 9 наредних фрејмова. Коначан резултат је био 13-7. Шампион Мастерса из 2018. године, Марк Ален, састао се са својим имењаком Селбијем. Већ након прве сесије, Селби је стекао осетну предност својом препознатљивом игром: 6-2. Исту предност Селби је одржао и пред трећи дан сусрета, тада је било 10-6. Ален је успео да смањи резултатски заостатак на 10-7, али потом изгубио сва три фрејма преостала до петнаестоминутне паузе и завршио учешће на турниру поразом.
Шон Марфи је играо против актуелног шампиона Мастерса, Јана Бингтаа. Енглез је повео са 6-2, исту предност задржао и кроз другу сесију и меч привео крају резултатом 13-7. Џад Трамп је на прву паузу отишао са заостатком од 2 партије, али је до краја сесије добио сваки фрејм за водство од 5-3 на крају прве сесије. У другој сесији Трамп је био бољи у 6 од 8 фрејмова те је Гилберт заостајао 6 фрејмова пред последњи део меча који је окончан у сличном ритму, 13-8 за Трампа. Џејми Џоунс је имао уводну предност од 4-3 у односу на Стјуарта Бингама да би од наредних 12 фрејмова освојио само 2.

### Четвртина финала
Мечеви четвртине финала играни су по истом систему као мечеви друге рунде, кроз 2 дана и у 3 сесије. Од осморице такмичара чак шесторица су освајали титулу светског шампиона што је први случај у историји одржавања светских првенстава у Позоришту Крусибл. Аустралијанац Робертсон боље је отворио меч од Кајрена Вилсона и повео са 5-3 да би Енглез истом мером узвратио у другом делу и поравнао резултат на 8-8 пред одлучујући део игре. Вилсон је по повратку за сто везао 5 уводних фрејмова славећи са 13-8. Стјуарт Бингам и Ентони Макгил су поделили уводних 8 партија након Макгиловог водства од 2-0. Исту предност у партијама Бингам је стекао већ на почетку другог дела игре, али је до краја сесије добио само 1 фрејм. Макгил је увећао своју предност на 10-7 пре него што је Бингам узвратио са 3 узастопне партије и поравнао резултат, а потом и повео са 12-10. Макгил је успео да кроз два тврда фрејма одведе меч у одлучујући фрејм само да би Бингам направио брејк од 125 поена и својим четвртим троцифреним брејком завршио меч.
Марк Селби је победио Марка Вилијамса 13-3 уз сесију мање. Селби је након првог дана игре водио са 6-2 те је следећу сесију добио резултатом 7-1 и тако завршио меч у само две од три планиране сесије. Прва сесија меча између Шона Марфија и Џада Трампа завршена је резултатом 4-4 након што је Трамп испустио прилику да освоји последњи фрејм сесије. Две наредне деонице одигране су са само два сата паузе између. Марфи је добио 6 од 8 партија и повео са 10-6 те је Трамп узвратио на сличан начин у вечерњем делу меча: од првих пет фрејмова препустио је Марфију само један и дошао до изједначења на 11-11. Потом је Марфи узео 23. фрејм великим брејком, а затим и 24. за коначних 13-11 након што је Трамп пропустио прилику да украде фрејм противнику.

### Полуфинале
Мечеви полуфинала играни су до 17 добијених партија односно 33 највише кроз 4 сесије у 3 дана. Сва четворица актера наступају за Енглеску,а тројица су раније освајали титулу светског шампиона. У првом полуфиналу састали су се Марк Селби, троструки светски шампион и освајач Троструке круне, и Стјуарт Бингам, једини квалификант у жребу још од четвртфинала, светски шампион из 2015. године и шампион Мастерса из 2020. У првим осам одиграних фрејмова Селби није направио ниједан брејк већи од 50 поена, али је успео да одржи резултатску равнотежу и на паузу оде са 4-4 у партијама. Нешто боља Селбијева игра виђена је у другој сесији када је успео да направи два троцифрена брејка од по 134 поена. Трећи део игре Бингам је отворио са 5 узастопних фрејмова и дошао до предности 12-9. Пред планирану последњу сесију, Бингам је имао предност 13-11. Уводна два фрејма четврте деонице Селби је добио брејковима од 68 и 125 поена да би Бингам одмах у следећем фрејму одговорио са 100 поена, својим трећим троцифреним брејком у мечу. Наредна три фрејма осваја Селби, последњи брејком од 132 и долази до водства 16-14. У 31. фрејму Селби је први дошао у позицију да реши фрејм и меч у своју корист, али је морао да препусти сто ривалу. Бингам је почистио сто брејком од 88 поена и тако одвео меч у пету сесију, што је био први пут у историји неког меча у Позоришту Крусибл. Након што су се вратили за сто, Селби је поново први ушао у брејк, али низ није био довољан за освајање фрејма. Одговор Бингама био је хаф-сенчури од 51 поена. Током дефанзивне размене која је уследила, Селби је из исте позиције успео да изнуди 5 промашаја Стјуарта Бингама све док Бингам није оставио изгледну позицију за напад. Чишћењем до црне кугле, Марк Селби се пласирао у своје пето финале светских првенстава, резултатом 17-15 након више од 11 часова активне игре. Селби је тако спречио репризу финала Бингам-Марфи из 2015.
У другом полуфиналу играли су Кајрен Вилсон, прошлогодишњи финалиста, и Шон Марфи, освајач Троструке круне. Шон Марфи је добио први фрејм брејком од 74 поена, али је изгубио наредних 5 где су виђена три троцифрена брејка Кајрена Вилсона. Марфи је поново направио брејк већи од 70 поена за 2-5, али је изгубио последњи фрејм сесије и на паузу отишао са 2-6. Кајрен Вилсон је од наредних 6 фрејмова узео 4 (последњи брејком од 131 поена), али је пропустио шансу да своје водство додатно увећа. Од резултата 10-6 за Вилсона, Марфи је узео 6 од наредних 8 фрејмова и поравнао резултат пред последњу, одлучујућу деоницу игре. Брејковима од 78, 91, 117, 77 и 58 поена, Марфи није дао никакву шансу ривалу и са 5 узастопних партија (уз три узастопне из претходне сесије) стигао до меча за титулу светског првака по четврти пут у каријери. Након меча, Вилсон је Марфијеве покрете руком при прослављању добијених партија окарактерисао као "театралне" на шта је Марфи одговорио да се и јесу "налазили у позоришту" и да су "приређивали шоу".

### Финале
Финални меч турнира игран је 2. и 3. маја 2021. године. Планирано је да се игра у четири сесије, не више од 35 партија. Оба актера финала већ су освајала титулу светског првака: Марк Селби је био шампион у три наврата: 2014, 2016. и 2017. године, док је поражен у финалу 2007. године. Шон Марфи из три финална меча има једну титулу и то 2005. године, а у два друга финална меча бивао је поражен: 2009. и 2015. године. Двојац се једном састао у Крусибл театру: 2007. године Марк Селби је био бољи у полуфиналу 17-16 након заостатка 5-1 и 16-14.
Након првих 6 партија, резултат је био нерешен, али Шон Марфи прави брејкове од 64 и 52 за предност од 5-3. Селби боље почиње другу сесију и прави низове од 85, 67 и 86 за три од прве четири партије. Исти тренд настављен је и после петнаестоминутне паузе: од наредна 4 фрејма Марфи осваја само један. Седамнаесту партију такође узима Селби за водство 10-7 након првог дана игре. По повратку за сто, Марфи је узео две од прве три партије, али је Селби у 21. партији нанизао 107 за први троцифрени брејк у дуелу. У наредне четири партије виђено је 6 великих брејкова. Селби је нанизао 50 и 54 у 22. фрејму, али је Марфи одговорио са 100 и 56 у наредна два фрејма. Последњу партију сесије поново узима Селби брејковима од 62 и 69 поена за предност од 3 партије пред последњу деоницу меча, 14-11. Иста резултатска разлика виђена је пред одлазак на последњу паузу у финалном мечу, Селби је водио 16 партија према 13. Тридесета партија донела је Селбијев низ од 120, његов други троцифрени брејк у мечу. Одговор је уследио у два наредна фрејма када Марфи прави брејкове од 100 и 103 поена. У 33. партији Марк Селби долази до своје четврте титуле светског шампиона чишћењем стола након Марфијевог промашаја на последњој црвеној кугли. 
Стив Дејвис, шестоструки светски првак, изјавио је како је Селби "најразноврснији играч ког смо икада гледали" и наговестио да ће бити у прилици да стигне рекорд Стивена Хендрија по броју титула на светским првенствима. Ова победа донела је Селбију чек на пола милиона фунти, али и напредак до другог места светске ранг-листе.

## Жреб
Жреб приказан испод састоји се од 32 играча који су дошли до финалне фазе турнира. Победници мечева су подебљани.
|  | Прво коло           | Прво коло           |                          |    | Друго коло        | Друго коло        |  |  | Четвртфинале      | Четвртфинале      |  |  | Полуфинале        | Полуфинале        |
|  | бољи у 19 партија   | бољи у 19 партија   |                          |    | бољи у 25 партија | бољи у 25 партија |  |  | бољи у 25 партија | бољи у 25 партија |  |  | бољи у 33 партије | бољи у 33 партије |
|  |                     |                     |                          |    |                   |                   |  |  |                   |                   |  |  |                   |                   |
|  | 17. април           |                     |                          |    |                   |                   |  |  |                   |                   |  |  |                   |                   |
|  |                     |                     |                          |    |                   |                   |  |  |                   |                   |  |  |                   |                   |
|  | Рони О’Саливан (1)  | 10                  |                          |    |                   |                   |  |  |                   |                   |  |  |                   |                   |
|  | Рони О’Саливан (1)  | 10                  | 22. и 23. април          |    |                   |                   |  |  |                   |                   |  |  |                   |                   |
|  | Марк Џојс           | 4                   |                          |    |                   |                   |  |  |                   |                   |  |  |                   |                   |
|  | Марк Џојс           | 4                   | Рони О’Саливан (1)       | 12 |                   |                   |  |  |                   |                   |  |  |                   |                   |
|  | 18. и 19. април     |                     | Рони О’Саливан (1)       | 12 |                   |                   |  |  |                   |                   |  |  |                   |                   |
|  |                     | Ентони Макгил (16)  | 13                       |    |                   |                   |  |  |                   |                   |  |  |                   |                   |
|  | Ентони Макгил (16)  | Ентони Макгил (16)  | 13                       | 10 |                   |                   |  |  |                   |                   |  |  |                   |                   |
|  | Ентони Макгил (16)  |                     | 27. и 28. април          | 10 |                   |                   |  |  |                   |                   |  |  |                   |                   |
|  | Рики Волден         | 5                   |                          |    |                   |                   |  |  |                   |                   |  |  |                   |                   |
|  | Рики Волден         | 5                   | Ентони Макгил (16)       | 12 |                   |                   |  |  |                   |                   |  |  |                   |                   |
|  | 19. и 20. април     |                     | Ентони Макгил (16)       | 12 |                   |                   |  |  |                   |                   |  |  |                   |                   |
|  |                     | Стјуарт Бингам      | 13                       |    |                   |                   |  |  |                   |                   |  |  |                   |                   |
|  | Динг Жунвеи (9)     | Стјуарт Бингам      | 13                       | 9  |                   |                   |  |  |                   |                   |  |  |                   |                   |
|  | Динг Жунвеи (9)     | 25. и 26. април     |                          | 9  |                   |                   |  |  |                   |                   |  |  |                   |                   |
|  | Стјуарт Бингам      | 10                  |                          |    |                   |                   |  |  |                   |                   |  |  |                   |                   |
|  | Стјуарт Бингам      | 10                  | Стјуарт Бингам           | 13 |                   |                   |  |  |                   |                   |  |  |                   |                   |
|  | 17. и 18. април     |                     | Стјуарт Бингам           | 13 |                   |                   |  |  |                   |                   |  |  |                   |                   |
|  |                     | Џејми Џоунс         | 6                        |    |                   |                   |  |  |                   |                   |  |  |                   |                   |
|  | Стивен Магвајер (8) | Џејми Џоунс         | 6                        | 4  |                   |                   |  |  |                   |                   |  |  |                   |                   |
|  | Стивен Магвајер (8) |                     | 29. и 30. април и 1. мај | 4  |                   |                   |  |  |                   |                   |  |  |                   |                   |
|  | Џејми Џоунс         | 10                  |                          |    |                   |                   |  |  |                   |                   |  |  |                   |                   |
|  | Џејми Џоунс         | 10                  | Стјуарт Бингам           | 15 |                   |                   |  |  |                   |                   |  |  |                   |                   |
|  | 18. и 19. април     |                     | Стјуарт Бингам           | 15 |                   |                   |  |  |                   |                   |  |  |                   |                   |
|  |                     | Марк Селби (4)      | 17                       |    |                   |                   |  |  |                   |                   |  |  |                   |                   |
|  | Џон Хигинс (5)      | Марк Селби (4)      | 17                       | 10 |                   |                   |  |  |                   |                   |  |  |                   |                   |
|  | Џон Хигинс (5)      | 23. и 24. април     |                          | 10 |                   |                   |  |  |                   |                   |  |  |                   |                   |
|  | Тиан Пенгфеи        | 7                   |                          |    |                   |                   |  |  |                   |                   |  |  |                   |                   |
|  | Тиан Пенгфеи        | 7                   | Џон Хигинс (5)           | 7  |                   |                   |  |  |                   |                   |  |  |                   |                   |
|  | 21. април           |                     | Џон Хигинс (5)           | 7  |                   |                   |  |  |                   |                   |  |  |                   |                   |
|  |                     | Марк Вилијамс (12)  | 13                       |    |                   |                   |  |  |                   |                   |  |  |                   |                   |
|  | Марк Вилијамс (12)  | Марк Вилијамс (12)  | 13                       | 10 |                   |                   |  |  |                   |                   |  |  |                   |                   |
|  | Марк Вилијамс (12)  |                     | 27. и 28. април          | 10 |                   |                   |  |  |                   |                   |  |  |                   |                   |
|  | Сем Крејги          | 4                   |                          |    |                   |                   |  |  |                   |                   |  |  |                   |                   |
|  | Сем Крејги          | 4                   | Марк Вилијамс (12)       | 3  |                   |                   |  |  |                   |                   |  |  |                   |                   |
|  | 20. април           |                     | Марк Вилијамс (12)       | 3  |                   |                   |  |  |                   |                   |  |  |                   |                   |
|  |                     | Марк Селби (4)      | 13                       |    |                   |                   |  |  |                   |                   |  |  |                   |                   |
|  | Марк Ален (13)      | Марк Селби (4)      | 13                       | 10 |                   |                   |  |  |                   |                   |  |  |                   |                   |
|  | Марк Ален (13)      | 24, 25. и 26. април |                          | 10 |                   |                   |  |  |                   |                   |  |  |                   |                   |
|  | Лу Хаотијан         | 2                   |                          |    |                   |                   |  |  |                   |                   |  |  |                   |                   |
|  | Лу Хаотијан         | 2                   | Марк Ален (13)           | 7  |                   |                   |  |  |                   |                   |  |  |                   |                   |
|  | 21. и 22. април     |                     | Марк Ален (13)           | 7  |                   |                   |  |  |                   |                   |  |  |                   |                   |
|  |                     | Марк Селби (4)      | 13                       |    |                   |                   |  |  |                   |                   |  |  |                   |                   |
|  | Марк Селби (4)      | Марк Селби (4)      | 13                       | 10 |                   |                   |  |  |                   |                   |  |  |                   |                   |
|  | Марк Селби (4)      |                     |                          | 10 |                   |                   |  |  |                   |                   |  |  |                   |                   |
|  | Курт Мафлин         | 1                   |                          |    |                   |                   |  |  |                   |                   |  |  |                   |                   |
|  | Курт Мафлин         | 1                   |                          |    |                   |                   |  |  |                   |                   |  |  |                   |                   |
|  | 17. и 18. април     |                     |                          |    |                   |                   |  |  |                   |                   |  |  |                   |                   |
|  |                     |                     |                          |    |                   |                   |  |  |                   |                   |  |  |                   |                   |
|  | Нил Робертсон (3)   | 10                  |                          |    |                   |                   |  |  |                   |                   |  |  |                   |                   |
|  | Нил Робертсон (3)   | 10                  | 22, 23. и 24. април      |    |                   |                   |  |  |                   |                   |  |  |                   |                   |
|  | Лианг Венбо         | 3                   |                          |    |                   |                   |  |  |                   |                   |  |  |                   |                   |
|  | Лианг Венбо         | 3                   | Нил Робертсон (3)        | 13 |                   |                   |  |  |                   |                   |  |  |                   |                   |
|  | 19. и 20. април     |                     | Нил Робертсон (3)        | 13 |                   |                   |  |  |                   |                   |  |  |                   |                   |
|  |                     | Џек Лисовски (14)   | 9                        |    |                   |                   |  |  |                   |                   |  |  |                   |                   |
|  | Џек Лисовски (14)   | Џек Лисовски (14)   | 9                        | 10 |                   |                   |  |  |                   |                   |  |  |                   |                   |
|  | Џек Лисовски (14)   |                     | 27. и 28. април          | 10 |                   |                   |  |  |                   |                   |  |  |                   |                   |
|  | Али Картер          | 9                   |                          |    |                   |                   |  |  |                   |                   |  |  |                   |                   |
|  | Али Картер          | 9                   | Нил Робертсон (3)        | 8  |                   |                   |  |  |                   |                   |  |  |                   |                   |
|  | 20. и 21. април     |                     | Нил Робертсон (3)        | 8  |                   |                   |  |  |                   |                   |  |  |                   |                   |
|  |                     | Кајрен Вилсон (6)   | 13                       |    |                   |                   |  |  |                   |                   |  |  |                   |                   |
|  | Бари Хокинс (11)    | Кајрен Вилсон (6)   | 13                       | 10 |                   |                   |  |  |                   |                   |  |  |                   |                   |
|  | Бари Хокинс (11)    | 23. и 24. април     |                          | 10 |                   |                   |  |  |                   |                   |  |  |                   |                   |
|  | Метју Селт          | 3                   |                          |    |                   |                   |  |  |                   |                   |  |  |                   |                   |
|  | Метју Селт          | 3                   | Бари Хокинс (11)         | 10 |                   |                   |  |  |                   |                   |  |  |                   |                   |
|  | 19. април           |                     | Бари Хокинс (11)         | 10 |                   |                   |  |  |                   |                   |  |  |                   |                   |
|  |                     | Кајрен Вилсон (6)   | 13                       |    |                   |                   |  |  |                   |                   |  |  |                   |                   |
|  | Кајрен Вилсон (6)   | Кајрен Вилсон (6)   | 13                       | 10 |                   |                   |  |  |                   |                   |  |  |                   |                   |
|  | Кајрен Вилсон (6)   |                     | 29. и 30. април и 1. мај | 10 |                   |                   |  |  |                   |                   |  |  |                   |                   |
|  | Гери Вилсон         | 8                   |                          |    |                   |                   |  |  |                   |                   |  |  |                   |                   |
|  | Гери Вилсон         | 8                   | Кајрен Вилсон (6)        | 12 |                   |                   |  |  |                   |                   |  |  |                   |                   |
|  | 21. и 22. април     |                     | Кајрен Вилсон (6)        | 12 |                   |                   |  |  |                   |                   |  |  |                   |                   |
|  |                     | Шон Марфи (7)       | 17                       |    |                   |                   |  |  |                   |                   |  |  |                   |                   |
|  | Шон Марфи (7)       | Шон Марфи (7)       | 17                       | 10 |                   |                   |  |  |                   |                   |  |  |                   |                   |
|  | Шон Марфи (7)       | 24, 25. и 26. април |                          | 10 |                   |                   |  |  |                   |                   |  |  |                   |                   |
|  | Марк Дејвис         | 7                   |                          |    |                   |                   |  |  |                   |                   |  |  |                   |                   |
|  | Марк Дејвис         | 7                   | Шон Марфи (7)            | 13 |                   |                   |  |  |                   |                   |  |  |                   |                   |
|  | 17. и 18. април     |                     | Шон Марфи (7)            | 13 |                   |                   |  |  |                   |                   |  |  |                   |                   |
|  |                     | Јан Бингтао (10)    | 7                        |    |                   |                   |  |  |                   |                   |  |  |                   |                   |
|  | Јан Бингтао (10)    | Јан Бингтао (10)    | 7                        | 10 |                   |                   |  |  |                   |                   |  |  |                   |                   |
|  | Јан Бингтао (10)    |                     | 27. и 28. април          | 10 |                   |                   |  |  |                   |                   |  |  |                   |                   |
|  | Мартин Гулд         | 6                   |                          |    |                   |                   |  |  |                   |                   |  |  |                   |                   |
|  | Мартин Гулд         | 6                   | Шон Марфи (7)            | 13 |                   |                   |  |  |                   |                   |  |  |                   |                   |
|  | 17. и 18. април     |                     | Шон Марфи (7)            | 13 |                   |                   |  |  |                   |                   |  |  |                   |                   |
|  |                     | Џад Трамп (2)       | 11                       |    |                   |                   |  |  |                   |                   |  |  |                   |                   |
|  | Дејвид Гилберт (15) | Џад Трамп (2)       | 11                       | 10 |                   |                   |  |  |                   |                   |  |  |                   |                   |
|  | Дејвид Гилберт (15) | 25. и 26. април     |                          | 10 |                   |                   |  |  |                   |                   |  |  |                   |                   |
|  | Крис Вејклин        | 4                   |                          |    |                   |                   |  |  |                   |                   |  |  |                   |                   |
|  | Крис Вејклин        | 4                   | Дејвид Гилберт (15)      | 8  |                   |                   |  |  |                   |                   |  |  |                   |                   |
|  | 20. и 21. април     |                     | Дејвид Гилберт (15)      | 8  |                   |                   |  |  |                   |                   |  |  |                   |                   |
|  |                     | Џад Трамп (2)       | 13                       |    |                   |                   |  |  |                   |                   |  |  |                   |                   |
|  | Џад Трамп (2)       | Џад Трамп (2)       | 13                       | 10 |                   |                   |  |  |                   |                   |  |  |                   |                   |
|  | Џад Трамп (2)       |                     |                          | 10 |                   |                   |  |  |                   |                   |  |  |                   |                   |
|  | Лијам Хајфилд       | 4                   |                          |    |                   |                   |  |  |                   |                   |  |  |                   |                   |
|  | Лијам Хајфилд       | 4                   |                          |    |                   |                   |  |  |                   |                   |  |  |                   |                   |

| Финале: (бољи у 35 партија) Крусибл театар, Шефилд; 2. и 3. мај 2021; Судија меча: Пол Колијер (Велс)       |                             |                             |                             |                             |                             |                             |                             |                             |                             |                             |
| Марк Селби (4)                                                                                              | Марк Селби (4)              | Марк Селби (4)              | Марк Селби (4)              | 18–15                       | 18–15                       | 18–15                       | Шон Марфи (7)               | Шон Марфи (7)               | Шон Марфи (7)               | Шон Марфи (7)               |
| Играч | Прва сесија: 3–5            | Прва сесија: 3–5            | Прва сесија: 3–5            | Прва сесија: 3–5            | Прва сесија: 3–5            | Прва сесија: 3–5            | Прва сесија: 3–5            | Прва сесија: 3–5            | Прва сесија: 3–5            | Прва сесија: 3–5            |
| Партија | 1                           | 2                           | 3                           | 4                           | 5                           | 6                           | 7                           | 8                           | 9                           | 10                          |
| Селби | 49                          | 46                          | 68                          | 89 (89)                     | 0                           | 66                          | 8                           | 54                          | НИ                          | НИ                          |
| Марфи | 57                          | 67                          | 65 (65)                     | 7                           | 75 (75)                     | 1                           | 71 (64)                     | 80 (52)                     | НИ                          | НИ                          |
| Играч | Друга сесија: 7–2 (10–7)    | Друга сесија: 7–2 (10–7)    | Друга сесија: 7–2 (10–7)    | Друга сесија: 7–2 (10–7)    | Друга сесија: 7–2 (10–7)    | Друга сесија: 7–2 (10–7)    | Друга сесија: 7–2 (10–7)    | Друга сесија: 7–2 (10–7)    | Друга сесија: 7–2 (10–7)    | Друга сесија: 7–2 (10–7)    |
| Партија | 1                           | 2                           | 3                           | 4                           | 5                           | 6                           | 7                           | 8                           | 9                           | 10                          |
| Селби | 85 (85)                     | 0                           | 68 (67)                     | 107 (86)                    | 34                          | 109 (57)                    | 90 (90)                     | 88                          | 69                          | НИ                          |
| Марфи | 49                          | 98 (98)                     | 34                          | 0                           | 97 (64)                     | 0                           | 34                          | 4                           | 26                          | НИ                          |
| Играч | Трећа сесија: 4–4 (14–11)   | Трећа сесија: 4–4 (14–11)   | Трећа сесија: 4–4 (14–11)   | Трећа сесија: 4–4 (14–11)   | Трећа сесија: 4–4 (14–11)   | Трећа сесија: 4–4 (14–11)   | Трећа сесија: 4–4 (14–11)   | Трећа сесија: 4–4 (14–11)   | Трећа сесија: 4–4 (14–11)   | Трећа сесија: 4–4 (14–11)   |
| Партија | 1                           | 2                           | 3                           | 4                           | 5                           | 6                           | 7                           | 8                           | 9                           | 10                          |
| Селби | 4                           | 69 (62)                     | 41                          | 134 (107)                   | 104 (54, 50)                | 1                           | 0                           | 131 (62, 69)                | НИ                          | НИ                          |
| Марфи | 84 (77)                     | 58                          | 69                          | 0                           | 14                          | 100 (100)                   | 108 (56)                    | 0                           | НИ                          | НИ                          |
| Играч | Четврта сесија: 4–4 (18–15) | Четврта сесија: 4–4 (18–15) | Четврта сесија: 4–4 (18–15) | Четврта сесија: 4–4 (18–15) | Четврта сесија: 4–4 (18–15) | Четврта сесија: 4–4 (18–15) | Четврта сесија: 4–4 (18–15) | Четврта сесија: 4–4 (18–15) | Четврта сесија: 4–4 (18–15) | Четврта сесија: 4–4 (18–15) |
| Партија | 1                           | 2                           | 3                           | 4                           | 5                           | 6                           | 7                           | 8                           | 9                           | 10                          |
| Селби | 70 (66)                     | 48                          | 108 (68)                    | 11                          | 120 (120)                   | 7                           | 8                           | 71                          | НИ                          | НИ                          |
| Марфи | 28                          | 73                          | 0                           | 79 (58)                     | 0                           | 100 (100)                   | 126 (103)                   | 57                          | НИ                          | НИ                          |
| 120 | 120                         | 120                         | 120                         | највећи брејк               | највећи брејк               | највећи брејк               | 103                         | 103                         | 103                         | 103                         |
| 2 | 2                           | 2                           | 2                           | троцифрених брејкова        | троцифрених брејкова        | троцифрених брејкова        | 3                           | 3                           | 3                           | 3                           |
| 14 | 14                          | 14                          | 14                          | брејкова преко 50           | брејкова преко 50           | брејкова преко 50           | 9                           | 9                           | 9                           | 9                           |
| Марк Селби је освајач Светског првенства у снукеру 2021. победник у партији (највећи брејк) НИ = није игран |                             |                             |                             |                             |                             |                             |                             |                             |                             |                             |

## Троцифрени брејкови
Hа турниру је одиграно рекордних 108 троцифрених брејкова од стране 22 различита играча. Највећи брејк (144) одиграо је Шон Марфи у победи против Јана Бингтаа у другом колу. Највише троцифрених брејкова (13) направио је Стјуарт Бингам.
- 144, 131, 124, 120, 117, 113, 109, 104, 103, 100, 100 Шон Марфи
- 142, 135, 134, 134, 134, 132, 132, 125, 121, 120, 107, 101 Марк Селби
- 139, 133, 131, 127, 121, 119, 115, 110, 107, 102 Кајрен Вилсон
- 139, 116, 102 Марк Ален
- 138, 137, 124, 112, 105 Рони О’Саливан
- 138 Лијам Хајфилд
- 137, 135, 126, 126, 113, 110, 108, 105, 100, 100 Нил Робертсон
- 137, 126, 123, 107 Бари Хокинс
- 136, 130, 130, 126, 126, 119, 106, 105 Ентони Макгил
- 135, 127, 113, 107 Џон Хигинс
- 132, 111, 100 Дејвид Гилберт
- 131, 131, 129, 127, 125, 122, 120, 119, 117, 108, 104, 102, 100 Стјуарт Бингам
- 130, 116, 101, 100 Јан Бингтао
- 126 Лианг Венбо
- 121, 116 Џек Лисовски
- 121 Џејми Џоунс
- 116, 114, 111, 111, 107, 105, 105 Џад Трамп
- 112, 105 Рики Волден
- 111, 108, 102, 101 Марк Вилијамс
- 111 Тиан Пенгфеи
- 109 Мартин Гулд
- 105 Динг Ђунхуеј